# Banu n-Nadir
Els Banu n-Nadir —àrab: بنو النضير, Banū n-Naḍīr— foren una de les dues principals tribus jueves de Medina. Haurien emigrat al Hijaz des de Palestina per escapar de l'opressió romana, en una època indeterminada després del segle i. El nom vindria de la muntanya Nadir, on es van establir. Sembla que ètnicament no eren àrabs, però la convivència amb grups àrabs va introduir progressivament en la tribu aquest element. El seu comportament era típicament jueu i encara que portaven noms àrabs vivien separats d'aquests i parlaven una llengua diferent.

## Conflictes amb els musulmans

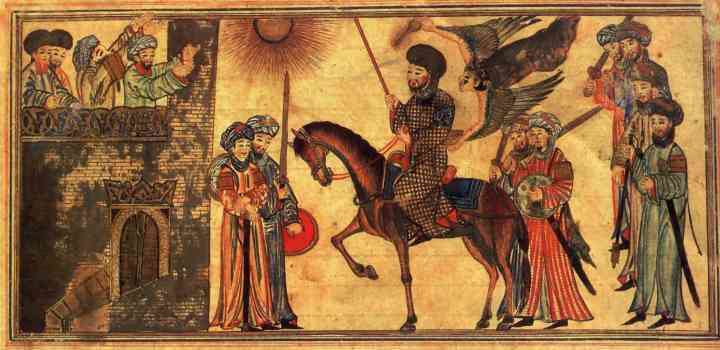
Submissió dels Banu n-Nadir (obra del segle XIV)

L'any 622, amb l'arribada de Mahoma i els seus seguidors a la ciutat arran de la seva fugida de la Meca, la situació es va modificar. Si bé al principi no hi referències sobre cap conflicte entre les dues comunitats (els Banu n-Nadir havien signat el Tractat de Medina), la relació es va deteriorar després de la batalla de Badr, que va tenir lloc el març del 624 entre els seguidors de Mahoma i els quraixites. El cap dels Banu n-Nadir, Kab ibn al-Àixraf, es va escandalitzar pel nombre de víctimes causades pels musulmans i hauria afirmat: "[…] si Mahoma realment ha matat aquesta gent, aleshores val més estar enterrat sota terra que caminar-hi per sobre." A partir d'aleshores Ibn al-Àixraf hauria esdevingut hostil envers els musulmans, component versos ofensius al seu encontre i entenent-se amb els quraixites. Per això, però sobretot a causa de la seva aliança amb els mequesos, prohibida expressament pel Tractat de Medina, Mahoma el va fer assassinar el 4 de setembre del 624. Aquests fets són esmentats per l'historiador Ibn Ishaq (704 - 767).
Després d'això, també segons Ibn Ishaq, els Banu n-Nadir haurien mirat de matar Mahoma llençant-li una roca. Acusats d'haver romput de nou el pacte signat amb el Tractat, l'agost del 625 Mahoma va decidir fer-los fora de Medina, ordenar-los de sortir de la ciutat al cap de deu dies sota pena de mort. Tot i així els va prometre que podrien prendre els seus béns i tornar un dia a l'any per fer la collita a les seves palmeres. La tribu va acceptar en no tenir suport ni dels Al-Aws, dels que eren clients, però Abd-Al·lah ibn Ubayd al-Khazrají, dels Banu Quraydha, els va convèncer per resistir a les seves fortaleses i els va prometre dos mil homes de suport. El nou cap de la tribu, Huyayy ibn Àkhtab, va decidir quedar-se, confiant en aquesta ajuda; complert el termini foren atacats i el setge va durar 15 dies; cap ajut va arribar i finalment es van rendir. Se'ls va permetre sortir, però ja sense els seus béns ni les seves armes; un grup va anar a Síria i un altre a Khàybar (Aquests fets també són esmentats a l'Alcorà, sura 59 Al-Haixr).
L'hostilitat establerta, el 627 els Banu n-Nadir es van aliar amb els Banu Qaynuqà i els quraixites per mirar de recuperar les seves terres i fer fora els Musulmans de Medina, donant lloc a la batalla del Fossat, però la van perdre.
Dos anys més tard encara van participar en la batalla de Khàybar entre jueus i musulmans que també van perdre.